# Zeugophora crassicornis
Zeugophora crassicornis es una especie de coleóptero de la familia Megalopodidae.

## Distribución geográfica
Habita en Vietnam.